# Faristodiplosis scalaris
Faristodiplosis scalaris är en tvåvingeart som beskrevs av Fedotova 2006. Faristodiplosis scalaris ingår i släktet Faristodiplosis och familjen gallmyggor. Inga underarter finns listade i Catalogue of Life.